# Tsukihime
Tsukihime (月姫 (Nguyệt Cơ) n.đ. '"Công chúa Mặt trăng"') là một dōjin visual novel người lớn được sản xuất bởi Type-Moon, lúc công ty này còn là một nhóm phát triển nghiệp dư, và phát hành trong Comiket mùa đông tháng 12 năm 2000. Nó được chuyển thể thành anime vào năm 2003 dưới tựa Shingetsutan Tsukihime (真月譚 月姫), do J.C.Staff và Geneon hợp tác sản xuất, và một manga do Sasaki Shōnen minh hoạ được đăng từ số tháng 10 năm 2003 đến số tháng 9 năm 2010 trong tạp chí seinen Dengeki Daioh của nhà xuất bản MediaWorks, với tổng cộng 10 tập đã phát hành.
Đây được xem là tác phẩm đánh dấu tên tuổi của nhà văn Nasu Kinoko với một thế giới quan rộng lớn thể hiện dưới lối viết độc đáo. Bên cạnh hai loạt anime và manga chuyển thể, nó còn được dùng làm chủ đề cho vô số hàng hóa nhượng quyền thương mại. Một dự án tái phát triển Tsukihime được công bố vào năm 2008. Dù vậy phải tới đêm giao thừa năm 2021, phiên bản làm lại với tên Tsukihime -A piece of blue glass moon- mới được công khai qua một video trên YouTube của Type-Moon. Phiên bản mới được phát hành vào ngày 26 tháng 8 năm 2021 trên hệ máy PS4 và Switch (không có hệ PC như phiên bản 20 năm trước), cập nhật lại phần cốt truyện và đồ họa của Tsukihime cũng như biên soạn lại và mở rộng nội dung của hai route đầu tiên trong game.

## Cốt truyện
Tsukihime ghi lại câu chuyện và cuộc đời cậu thanh niên Tōno Shiki. Khi còn nhỏ, Shiki đã gặp một tai nạn dẫn tới thương tổn khiến mạng sống bị đe dọa. Khi tỉnh lại, cậu thức tỉnh "Trực tử Ma Nhãn" (直死の魔眼 Chokushi no Magan, Con mắt ma thuật nhìn thấy cái chết trực diện), một khả năng nhìn thấy "đường chết" của vật thể và con người. Nếu dùng thứ gì đó sắc bén rạch theo những đường ấy, chủ thể sở hữu chúng sẽ chết hoặc bị hủy diệt.
Tuy nhiên Trực tử Ma Nhãn khiến cho Shiki chịu sự ám ảnh không nhỏ. Nhờ một người phụ nữ bí ẩn trao cho cặp kính đặc biệt. Đeo chúng lên, cậu không còn thấy những đường chết đó nữa, và vì thế có thể sống cuộc đời như một con người bình thường.
Sau này, Shiki hiểu ra mình còn thấy được những "điểm chết" của vật và người. Tác dụng của chúng thậm chí tức thì và mãnh liệt hơn nhiều so với "đường chết".
Sau cùng, mọi chuyện đã sáng tỏ. Shiki không đơn thuần chỉ giết người hay hủy vật khi cậu cắt "đường chết" hoặc đâm "điểm chết", mà thực ra cậu đã xóa bỏ hoàn toàn ý nghĩa sự tồn tại của nạn nhân.
Nội dung trò chơi bắt đầu từ những ngày học trung học phổ thông của Shiki. Sau nhiều năm xa cách dinh thự Tōno vì bị cấm sau vụ tai nạn, Shiki đã trở lại theo di nguyện của trưởng gia tộc, cha cậu. Cô em gái Akiha của Shiki, người gánh vác trách nhiệm trưởng gia tộc tiếp theo, đã quyết định để anh trai mình quay về. Theo tiến triển câu chuyện, Shiki dần dần khám phá ra quá khứ bí mật của bản thân và cùng với đó, bị dính vào những cuộc phiêu lưu kì lạ.
Tuỳ theo sự lựa chọn của người chơi sẽ dẫn đến hướng đi của các route khác nhau trong cốt truyện về sau.

## Nhân vật
Tōno Shiki (遠野 志貴 )
Nam chính của series. Nhờ sở hữu sức mạnh Trực Tử Ma Nhãn mà cậu có thể nhìn thấy cái chết của vạn vật dưới dạng những "đường" hoặc "điểm" trên cơ thể đối tượng. Từ tai nạn 8 năm về trước, Shiki đã sống với nhà Arima, một nhánh nhỏ của gia tộc Tōno. Khởi đầu trò chơi, cậu trở về nhà và sống cùng cô em gái, Akiha.
Arcueid Brunestud (アルクェイド・ブリュンスタッド Arukueido Buryunsutaddo)
Sở hữu mái tóc vàng cùng đôi mắt đỏ tựa hồng ngọc, Arcueid là một công chúa ma cà rồng xinh đẹp, bí ẩn. Vì là Chân Tổ nên cô có vài đặc điểm khác với ma cà rồng thông thường, ví như không cần bổ sung máu để tồn tại, không nhất thiết phải hoạt động về đêm... Dù rằng có hiểu biết về nhiều mặt, nhưng Arcueid lại khá ngây thơ trước những quan niệm hiện đại. Cô bị Shiki giết nhưng chưa chết hẳn và, để đổi lại, bắt cậu giúp mình đánh Roa.
Ciel (シエル Shieru)
Tiền bối của Shiki ở trường, nhưng thực chất là Thừa Hành Giả tới từ Giáo Hội, cụ thể hơn là từ "Cơ Quan Mai Táng" – một nhóm những sát thủ lão luyện tới độ chính Giáo Hội cũng phải kiêng nể. Cơ thể Ciel vốn là chuyển sinh của Roa trước đó, và bởi thế Ciel sẽ bất tử cho tới khi Roa chết hẳn.
Tōno Akiha (遠野 秋葉 )
Em gái Shiki và đồng thời là tộc trưởng đương nhiệm của gia tộc Tōno. Cô vô cùng đứng đắn, nhã nhặn và mang trong mình nét yêu kiều, quý phái. Khi dòng máu Tōno trỗi dậy, tóc Akiha chuyển thành màu đỏ và cô có thể hút nhiệt từ xung quanh. Điều này cho phép Akiha tạo hiệu ứng thiêu đốt lên mục tiêu.
Hisui (翡翠 (Phỉ Thuý) )
Người nhỏ tuổi hơn trong cặp hầu gái song sinh tại dinh thự Tōno. Hisui là người bạn thuở thơ ấu của Shiki. Cô mặc đồng phục hầu gái phương Tây và chịu trách nhiệm chăm sóc Shiki mỗi khi cậu về dinh thự. Hisui hành xử khá lạnh lùng và vô cảm, nhưng cô che giấu bản chất tốt bụng tất cả cũng vì lợi ích của người chị. Cô là một Cảm Ứng Giả, người có khả năng truyền lực sống cho kẻ khác thông qua trao đổi chất lỏng cơ thể.
Kohaku (琥珀 (Hổ Phách) )
Người lớn tuổi hơn trong cặp hầu gái song sinh tại dinh thự Tōno. Cùng với Hisui, Kohaku cũng là bạn thuở thơ ấu của Shiki. Mặc trang phục kimono, Kohaku luôn luôn tươi cười và vui vẻ, đặc biệt tỏ ra có năng khiếu với dược phẩm. Thế nhưng sau những nụ cười của Kohaku và thái độ lạnh nhạt của Hisui là một quá khứ đau thương bị giấu kín. Như cô em gái, Kohaku cũng là Cảm Ứng Giả.
Michael Roa Valdamjong (ミハイル・ロア・バルダムヨォン Mihairu Roa Barudamuyōn)
Được đặt cho biệt danh "Con Rắn" bởi khả năng chuyển sinh vô hạn, Roa vốn là một linh mục đi tìm sự bất tử. Gã đã lừa Arcueid uông máu mình, từ đó khiến cô trở nên điên loạn và tàn sát hầu hết các Chân Tổ, đồng thời biến Roa thành một trong những Tử Tông mạnh nhất. Arcueid và Cơ Quan Mai Táng đã hợp tác với nhau tiêu diệt cơ thể ban đầu của Roa. Từ đó, hắn chuyển sinh liên tục.
Nrvnqsr Chaos (ネロ・カオス Nero Kaosu)
Được biết tới là kẻ thứ mười trong số Hai Mươi Bảy Tử Tông, cấp độ cao nhất của ma cà rồng trong Tsukihime. Hắn sở hữu 666 quái thú trong cơ thể.
Aozaki Aoko (蒼崎 青子)
Người phụ nữ tóc đỏ bí ẩn luôn mang theo chiếc va li. Cô gặp Shiki tám năm trước khi câu chuyện trong trò chơi bắt đầu và tới nay, là người duy nhất Shiki gọi "Sư phụ". Cô tặng Shiki cặp kính ngăn chặn những đường chết và từ đó cho phép cậu sống cuộc đời bình thường.
Aoko vốn là em gái của Aozaki Tōko, một nhân vật đã xuất hiện trong Kara no Kyōkai. Aoko sau đó được phát triển thành nhân vật chính trong visual novel Mahōtsukai no Yoru.
Yumizuka Satsuki (弓塚 さつき)
Bạn cùng lớp với Shiki, đồng thời yêu cậu say đắm từ thời sơ trung. Trong kịch bản của route Far Side of the Moon, Satsuki bị biến thành ma cà rồng. Bởi thế, Shiki bắt buộc phải giết cô.
Inui Arihiko (乾 有彦)
Bạn cùng lớp, đồng thời cũng thân nhất với Shiki. Cậu mồ côi cha mẹ từ nhỏ và sống cùng người chị Ichiko.
Tōno Makihisa (遠野 槙久)
Tộc trưởng gia tộc Tōno. Ông chết ngay trước khi sự kiên trong Tsukihime bắt đầu. Makihisa từng hành hạ Kohaku tàn khốc khi cô còn nhỏ.